# Liblice
Liblice település Csehországban, a Mělníki járásban. Liblice Hostín, Malý Újezd, Čečelice és Byšice településekkel határos. Lakosainak száma 499 fő (2024. január 1.).

## Népesség
A település lakosságának változását az alábbi diagram mutatja:
| Lakosok száma | 500  | 564  | 507  | 501  | 542  | 499  | 492  | 490  | 470  | 499  |
|               | 1869 | 1900 | 1921 | 1961 | 1980 | 2011 | 2016 | 2019 | 2021 | 2024 |